# Bonduri, Haisîn
Bonduri (în ucraineană Бондурі) este localitatea de reședință a comunei Bonduri din raionul Haisîn, regiunea Vinnița, Ucraina.

## Demografie
Componența lingvistică a localității Bonduri
     Ucraineană (98,96%)
     Alte limbi (0,52%)
Conform recensământului din 2001, majoritatea populației localității Bonduri era vorbitoare de ucraineană (98,96%), existând în minoritate și vorbitori de alte limbi.